# Чивидате Камуно
Чивидате Камуно је насеље у Италији у округу Бреша, региону Ломбардија.
Према процени из 2011. у насељу је живело 2692 становника. Насеље се налази на надморској висини од 264 м.

## Становништво
Према резултатима пописа становништва 2011. у општини је живело 2.762 становника.
| 1951. | 1961. | 1971. | 1981. | 1991. | 2001. | 2011. |
| ----- | ----- | ----- | ----- | ----- | ----- | ----- |
| 1.779 | 2.137 | 2.312 | 2.534 | 2.576 | 2.637 | 2.762 |